# ドクターY〜外科医・加地秀樹〜
『ドクターY〜外科医・加地秀樹〜』（ドクターワイ げかい かじひでき）は、勝村政信主演の『ドクターX〜外科医・大門未知子〜』のスピンオフドラマである。

## 概要
「腹腔鏡の魔術師」との異名を持つ加地秀樹が全国各地の病院に派遣され、そこで様々な難病患者に挑む。加地が毎回ゲスト出演する患者（いわゆる権力者が多い）に取り入って、東帝大の本院へ戻ろうと画策するが、何らかの形（ゲストキャラの逮捕・改心など）でお流れとなるのがお約束となっている。一方、派遣先の病院では当人にその気は無いものの、その行動から結果として名医として尊敬されることがほとんどである。
第1弾は2016年9月29日から11月3日にかけて、auビデオパスとテレ朝動画で配信が開始された。第2弾は2017年9月26日から10月31日にかけてauビデオパス、Amazonプライム・ビデオ、テレ朝動画で配信された。第3弾は2018年9月15日からKDDIビデオパスとテレ朝動画で配信された。第1〜3弾については配信後、ダイジェスト版が地上波で放送されたが、第4弾以降は新作の地上波放送となっている。

## 医療機関
本稿では、ドクターY〜外科医・加地秀樹〜シリーズに登場する医療機関について記述する。
帝都医科大学附属横浜第6病院
神奈川県横浜市にある帝都医科大学付属病院の分院。
加地 秀樹が東帝大学病院解雇後に働く（第6期）。
植地 正人が病院長を務める（第6期）。
外景は大和徳洲会病院。屋上は神奈川県立図書館。
帝都医科大学付属大洗第8病院
茨城県大洗町にある帝都医科大学付属病院の分院。
加地 秀樹が東帝大学病院から第八分院に異動してくる（第1期）。
沖田 良純が病院長を務める（第1期）
外景は介護老人保護施設おおあらい。廊下はおおたかの森病院。病室は小美玉市医療センター。
帝都医科大学付属静岡第11病院
静岡県にある帝都医科大学付属病院の分院。
伊東 修一が病院長を務める（第3期第1話 - 最終話）。
熱海 正人が病院長を務める（第3期最終話）。
帝都医科大学付属前橋第27病院
群馬県前橋市にある帝都医科大学附属病院の分院。
高代 哲治が病院長を務める（第4期）。
収録は松戸市立総合医療センター。
帝都医科大学付属青丈島第86病院
病院名のみ登場（第6期）。植地が院長として加地に勧められた病院。
穂野倉病院
横溝 正一が病院長を務める（第2期）
外景は旧勝浦市立北中学校。内部は塩田病院。
東帝大学病院 本院
東京都文京区にある国立大学病院。帝都医科大学付属病院や他の医学系大学病院を傘下に治める病院で帝都医大と同様に全国各地に分院や研究所を持つ。
蛭間 重勝が病院長を務める（第4期）。
成鏡大学病院
名門私立医大の附属病院（第5期）。
糸ヶ崎病院
成瀬 鮎子が救急車で搬送された病院（第6期）。
外景は特別養護老人ホームおもいやりの郷。

## キャスト

### 主人公
加地秀樹
演 - 勝村政信
帝都医科大学付属大洗第八分院・総合外科・准教授（第1弾）
→ 穂野倉病院・当直1日限定外科医（第2弾）
→ 帝都医科大学付属静岡第11病院・総合外科・准教授（第3弾）
→ 帝都医科大学付属前橋第27病院・総合外科・准教授（第4弾）
→ 成鏡大学病院 客員准教授（第5弾）
→ 帝都医科大学付属横浜第6病院・総合外科・准教授（第6弾）
→ 東帝大学病院（第7弾）

### 帝都医科大学付属大洗第8病院
岬健太〈29〉
演 - 三浦貴大（第1弾）
帝都医科大学付属大洗第8病院・総合外科・助手
実家は小児科。謝礼で患者に格差をつける加地の姿勢に反感を抱いている。
鳴海哲平
演 - 飯田基祐（第1弾）
帝都医科大学付属大洗第8病院・総合外科・講師
小島絵美
演 - 宍戸美和公（第1弾）
帝都医科大学付属大洗第8病院・看護師長
磯野康介
演 - 伊東孝明（第1弾）
帝都医科大学付属大洗第8病院・麻酔科・講師
沖田良純〈65〉
演 - 佐戸井けん太（第1弾）
帝都医科大学付属大洗第8病院・病院長・教授
晶の後輩。

### 穂野倉病院
中田和真〈26〉
演 - 堀井新太（第2弾）
穂野倉病院 看護師。
清水怜子〈23〉
演 - 飯豊まりえ（第2弾）
穂野倉病院・看護師
黒沢清江〈44〉
演 - 野口かおる（第2弾）
穂野倉病院・看護師
横溝正一〈58〉
演 - 岩松了（第2弾）
穂野倉病院・病院長

### 帝都医科大学付属静岡第11病院
富士宮小百合〈43〉
演 - りょう（第3弾）
帝都医科大学付属静岡第11病院・放射線科部長・教授
静岡分院史上、最年少で教授になった才で金にも権力にも興味のない、まさに“医は仁術”を体現するドクター。どの派閥にも属さず、その完璧な清廉性から「静岡のミスクリーン」と呼ばれていたが、熱海の愛人となってからは彼の為ならどんな事もやるようになり、熱海が新院長になるとその功績により自身は新副院長となる。
鶴田匠〈43〉
演 - 野間口徹（第3弾）
帝都医科大学付属静岡第11病院・総合外科・講師
熱海の斡旋に受けるために未知子が海外で成立した症例を自分のものとし静岡第11分院総合外科で働き、熱海の推薦で、加地秀樹の対抗馬として教授選に立候補する。
三島三平〈35〉
演 - 窪塚俊介（第3弾）
帝都医科大学付属静岡第11病院・総合外科・助教
加地の下についている。彼が無邪気に放った一言が、加地を教授選出馬へと駆り立てる事になる。
戸田久志〈28〉
演 - 宇野結也（第3弾）
帝都医科大学付属静岡第11病院・総合外科・助手
掛川正文
演 - 河野洋一郎（第3弾）
帝都医科大学付属静岡第11病院・消化器内科部長・教授
藤枝英二郎
演 - 髙橋洋（第3弾）
帝都医科大学付属静岡第11病院・血液内科部長・教授
磐田茂伸
演 - 前田ばっこー（第3弾）
帝都医科大学付属静岡第11病院・呼吸器内科部長・教授
下田直久
演 - 金田誠一郎（第3弾）
帝都医科大学付属静岡第11病院・整形外科部長・教授
牧之原信彦
演 - 伊藤順（第3弾）
帝都医科大学付属静岡第11病院・脳神経外科部長・教授
沼津明博
演 - 宮地大介（第3弾）
帝都医科大学付属静岡第11病院・総合外科部長・教授
熱海正人〈59〉
演 - 堀部圭亮（第3弾）
帝都医科大学付属静岡第11病院・副院長・教授
院長の伊東を退かせようと加地の対抗馬に鶴田を立候補させる。
伊東修一〈64〉
演 - 小野武彦（第3弾）
帝都医科大学付属静岡第11病院・病院長・教授
医者は経験を積めば積むほど、地位や権力が欲しくなるというのが世の常だと考えている。それを保つために加地の実績を認め、教授に推薦する。

### 帝都医科大学付属前橋第27病院
木田光彦〈55〉
演 - 片岡愛之助（第4弾）
帝都医科大学付属前橋第27病院・総合外科・医局員
→ 前橋総合病院・外科医
→ 中華料理「太陽」店主
→ 帝都医科大学付属前橋第27病院・総合外科・医局員
「脳外の魔術師」と呼ばれるほど腕がよく、加地秀樹とは一ヶ月ほど同僚医師として働いていた。7年前の手術にも参加していたが、その時のある出来事でやる気をなくし「替え玉禁止」のラーメン屋となる。
その後、七海が病で倒れ第27分院に連れてきた所で加地と再会し自分がこうなった7年前の真実を早苗とともに話す。その後、七海の手術に協力しろと加地に一喝されオペに参加しやる気を取り戻す。そして加地とともに大沢の再手術を行い彼の口利きで帝都医科大学付属前橋第27分院の外科医に戻る。
高代哲治
演 - 中村有志（第4弾）
帝都医科大学付属前橋第27病院・副院長・教授
→ 帝都医科大学附属前橋第27病院・病院長・教授
以前は副病院長だったが、大沢の口利きで現在の地位を手に入れたため逆らえない。蛭間の東帝大時代の後輩。大沢に記者会見をやるよう言われた時は蛭間や本院の院長にも助けを求めた
五十嵐賢三
演 - 飯島寛騎（第4弾）
帝都医科大学付属前橋第27病院・総合外科・助手
江夏雅之
演 - 川島潤哉（第4弾）
帝都医科大学付属前橋第27病院・総合外科・講師
村井貴久
演 - 石井智也（第4弾）
帝都医科大学付属前橋第27病院・総合外科・助教
栗山実紀
演 - ふるかわいずみ（第4弾）
帝都医科大学付属前橋第27病院・看護師
羽柴則人
演 - 阿部岳明（第4弾）
帝都医科大学付属前橋第27病院・麻酔科・医局員
古屋早苗〈49〉
演 - 石田ひかり（第4弾）
帝都医科大学付属前橋第27病院・看護師長
7年前の大沢の手術に看護師として参加している。加地には初めて会った時に一目惚れし、今でも好意がある。

### 成鏡大学病院
三葉真帆
演 - 桜庭ななみ（第5弾）
成鏡大学病院・麻酔科・助手
2年目の若手。
有働竜吾
演 - 少路勇介（第5弾）
成鏡大学病院・総合外科・講師
知念承太郎
演 - 小平伸一郎（第5弾）
成鏡大学病院・外科主任教授室公設秘書
榎木に神原から送られてきたメロンを届ける。
金平蓮音
演 - 大坪あきほ（第5弾）
成鏡大学病院・看護師
根岸美紀
演 - ふるかわいずみ（第5弾）
成鏡大学病院・看護師
蕗田浩子
演 - 浅田光（第5弾）
成鏡大学病院・看護師
明日原和子
演 - 峯村リエ（第5弾）
成鏡大学病院・麻酔科部長・教授
日本医師倶楽部会長の娘。周囲からは「麻酔科のお局」と呼ばれている。
榎木武史
演 - 大高洋夫（第5弾）
成鏡大学病院・外科主任教授
大根の再手術後、理事から電話で分院に異動と言われる。神原から城之内の利用料と城之内への名誉毀損による賠償金として3000万が請求される。
那須浩一
演 - 佐藤隆太（第5弾）
成鏡大学病院・外科主任准教授
大根の執刀医。出世を望まず、患者第一優先と評される。

### 帝都医科大学付属横浜第6病院
江頭早苗
演 - 武田玲奈（第6弾）
病院長秘書。加地の恋人。どん底状態の加地に見切りをつけ六車航平に乗り換える。その後、六車航平から漫画家の帝塚山翼に乗り換える。
阿部秀俊
演 - 森田甘路（第6弾）
帝都医科大学付属横浜第6病院・総合外科・講師
手術中のアドバイスを聞かない加地に不満を抱く。
韮崎翔
演 - 田中俊介（第5弾 / 第6弾）
成鏡大学病院・総合外科・助教（第5弾）
→ 帝都医科大学付属横浜第6病院・総合外科・助教（第6弾）
加地とは成鏡大時代も一緒に働いていた。当時から頑固になっている加地に不満を抱いている。
大村詩織
演 - 佐々木史帆（第6弾）
帝都医科大学付属横浜第6病院・総合外科・医局員
丸山琴美
演 - ふるかわいずみ（第6弾）
帝都医科大学付属横浜第6病院・看護師
植地正人
演 - 手塚とおる（第6弾）
帝都医科大学付属横浜第6病院・病院長・教授
老いによって、得意の腹腔鏡のオペで良いパフォーマンスが出来なくなった加地に、飛行機の飛ばない帝都医科大学付属青丈島第86病院への病院長ポスト打診という事実上の戦力外通告をする。

### 東帝大学病院
東村練
演 - 西畑大吾（なにわ男子）（幼少期：石塚陸翔）（第7弾）
臨床実習を行っている医学生。楠田永吾と由利の息子。成績はトップだが態度は最悪。
海老名彩
演 - 富田望生（第7弾）
東村とともに臨床実習を行う医学生。海老名敬の娘。
中邨純也
演 - 田中偉登（第7弾）
内科医を志望する医学生。両親は開業医。
小石川莉子
演 - あかせあかり（第7弾）
形成外科を志望する超現実主義の医学生。
与野華子
演 - ふるかわいずみ（第7弾）
東帝大学病院・看護師。
戸田結衣
演 - 浅田光（第7弾）
東帝大学病院・看護師。
第二助手
演 - 宮﨑大和（第7弾）
加地執刀のオペの第二助手。
寺井淑子
演 - あいだあい（第7弾）
18年前に楠田由利の手術を担当した看護師。

### 政治家
三船勝之
演 - 山路和弘（第1弾）
代議士。地元、大洗に地盤を置く政治家。
帝都医科大学付属大洗分院に入院している三船遥香の父親。
大沢正一郎〈68〉
演 - 本田博太郎（第4弾）
民自党の代議士。地元、前橋に地盤を置く政治家。元厚生労働大臣。
7年前に帝都医科大学付属前橋第27分院にて脳腫瘍の手術を受ける。再び頭痛に襲われるようになり前橋第27分院を訪れる。当初は7年前の手術ミスかと思われていたが、頭痛の原因は卵円孔開存だった。

### ゲスト

#### 第1弾（2016年）
三船遥香〈20〉
演 - 宮脇咲良（HKT48・AKB48）（第1弾）
三船勝之の娘。音大生。虫垂炎になり帝都医科大学付属大洗第八分院に入院する。
田波茂男
演 - 村松利史（第1弾）
道端で喉に飴を詰まらせて苦しんでいたところを加地に助けられる。
田波葉子
演 - 立石涼子（第1弾）
茂男の妻。

#### 第2弾（2017年）
水木茂治〈45〉
演 - 星田英利（第2弾）
ほのくら信用金庫の強盗事件の逃走犯。無職。
四谷佳矢子〈25〉
演 - 堀田茜（第2弾）
ゴシップ誌「月刊実話スペクタクル」の記者。
小夜子〈8〉
演 - 稲垣来泉（第2弾）
謎の少女。
京極冬彦〈62〉
演 - 徳井優（第2弾）
穂野倉病院の中年患者。

#### 第3弾（2018年）
金谷久美子〈25〉
演 - 曽田茉莉江（第3弾）
静岡医療機器の社長秘書。
焼津順子
演 - 渡辺杉枝（第3弾）
県会議員の焼津の妻。
清水権蔵〈62〉
演 - 佐藤B作（第3弾）
静岡医療機器の社長。

#### 第4弾（2019年）
島田美里〈29〉
演 - 倉科カナ（第4弾）
7年前、加地が訪れた銀座の高級クラブに勤めていたホステスで、当時は現役の女子大生。店で加地と意気投合しそのままホテルで一夜を共にする。
現在は医者ばかりを狙う「あなたの子ですよ詐欺」の詐欺師。過去には海老名敬や原守からも養育費と称して金を強請り取る。
柏原太郎
演 - 橋本じゅん（第4弾）
柏原法律事務所 弁護士。灘高等学校卒業。加地の同級生。加地に頼まれて逮捕された美里の接見をする。
間柴良成
演 - 正名僕蔵（第4弾）
週刊日報 記者。慢性の胃潰瘍で帝都医科大学付属前橋第27分院に入院している。
鍵谷豊
演 - 前川泰之（第4弾）
群馬県警前橋西警察署 刑事。美里を詐欺容疑で逮捕する。
高橋権蔵
演 - 渡辺哲（第4弾）
大沢の地元後援会の会長。
島田七海〈6〉
演 - 古川凛（第4弾）
美里の娘。美里から、父親は加地だと聞かされて育ったため、加地のことを「パパ」と呼ぶ。急性肝炎重症型を発症し帝都医科大学付属前橋第27分院に運ばれる。
由佳里
演 - 辻沢杏子（第4弾）
銀座の高級クラブのママ。
岡部和夫
演 - 九十九一（第4弾）
大沢の地元後援会の副会長。
成田重治
演 - 小倉一郎（第4弾）
大沢の地元後援会の副会長。
服部誠
演 - 吉成浩一（第4弾）
群馬県警前橋西警察署 刑事。鍵谷の部下。

#### 第5弾（2020年）
城之内舞
演 - 藤井杏奈（第5弾）
博美の娘。ロンドンにバレエ留学していたが夏休みの間だけ一時帰国する。一回、博美の家から逃げ出したことがある。
大根類
演 - 松大航也（第5弾）
那須の患者。NBA入りが確実視されているバスケットボール選手。腹部大動脈瘤のため入院する。母子家庭で母は大根が高校生の時に病気で亡くなっている。
吉田
演 - 黒田浩史（第5弾）
患者。娘の結婚式を控えている。
尾蔵大介
演 - 高田純次（第5弾）
日本スポーツ連合会長。自身の贈賄疑惑報道から逃れるための偽装工作のため入院する。しきりに煙草のにおいがすると訴え、MRI検査を受け脳腫瘍が判明する。
小松菜実
演 - 結城モエ（第5弾）
尾蔵の秘書。
須田
演 - 須田邦裕（第5弾）
東京地検 検事。退院する尾蔵を贈賄容疑で逮捕する。

#### 第6弾（2021年）
六車航平
演 - 満島真之介（第6弾）（少年期：新谷心〈第6弾〉）
1989年7月16日生まれ。通販サイト「ONE ITEM」の創設者でIT業界に革命をもたらす。個人資産は3000億。32年前に児童養護施設「はる風 子どもホーム」の前に置き去りにされ、中学を出るまで施設で過ごす。
急性肝炎で余命半年。ドナーになってもらうため実母の鮎子を探す。
園美
演 - 池谷のぶえ（第6弾）
占い師。
帝塚山翼
演 - 片岡信和（第6弾）
漫画家。「木こりの八重歯」の作者。早苗の新しい恋人。
西口
演 - 俵木藤汰（第6弾）
ホームレス。
源さん
演 - 森下能幸（第6弾）
ホームレス。
永田恵以子
演 - ふくまつみ（第6弾）
青空診療所の患者。実は女医で、海老名が東帝大に戻ることが決まったあとは青空診療所を引き継ぐ。
小藪
演 - 中脇樹人（第6弾）
糸ヶ崎病院の医師。救急車で運ばれてきた鮎子の主治医。
梅ちゃん
演 - 水野智則（第6弾）
ホームレス。
真由美
演 - 深澤しほ（第6弾）
エアポート「東京スカイダイビングクラブ」の事務員。鮎子を探しに来た航平に、鮎子はNPO法人の仕事に転職したことを教える。
金村
演 - 麻倉じゅん（第6弾）
32年前の取り立て屋。
下平
演 - 末吉司弥（第6弾）
32年前の取り立て屋。
成瀬秀成
演 - 小林隆（第6弾）
7年前に航平に会社を潰された元社長。会社が潰れたあと、NPO法人が公園で行う炊き出しのボランティアで鮎子と出会い結婚する。
成瀬鮎子
演 - 風吹ジュン（第6弾）（若き日：高田衿奈〈第6弾〉）
1957年5月22日生まれ。秀成の妻。NPO法人の仕事をしているとき秀成と出会い結婚する。
航平の実母。32年前、前夫を事故で亡くし夫の残した借金を返済するため、航平を児童養護施設「はる風 子どもホーム」の前に置き去りにする。その後、15年かけて借金を返済。
1型の糖尿病を患っていて余命半年。

#### 第7弾（2024年）
日下部、橋本
演 - 宍戸開、相島一之
加地の同級生。大学病院を早期退職して二人ともフリーの医師になっており、シンガポールのホテルで会った加地をカジノに誘う。
河嶋廣
演 - とにかく明るい安村
がん患者。
芽美（めみ）
演 - 永尾柚乃
幼稚園児。スクールバスの横転事故で膝に大ケガを負い、東帝大学病院に搬送された。
東村潤一郎
演 - 黒須洋嗣
楠田由利の父で東村練の祖父。由利が亡くなった後、幼い練を引き取り育てた。
裁判長
演 - 矢嶋俊作
18年前の加地秀樹被告の医療過誤裁判の裁判長。
恵子
演 - 杉山未央
芽美の母親。
男性
演 - バルニー・S
加地がシンガポールでサージェリー・デバイスを買った相手。
記者
演 - 池田倫太朗、園田あいか
18年前に加地に詰め寄る記者。
女性
演 - ソリーアイ、サラエル、ケイト・J
日下部と橋本の連れの女性たち。
男女
演 - ケージェイ、シャハザード
インドのサウナで加地と踊る男女。
楠田由利
演 - 千葉加奈子（ノンクレジット）
楠田の妻。18年前に膵癌の手術を受け成功したが術後の合併症で死亡。
楠田永吾
演 - 及川光博
東村練の父で由利の夫。マグロ漁船の漁師。加地の親友で18年前は東帝大学病院の外科医だった。由利と同じ膵癌で東帝大学病院に入院する。
- 浜名一聖[51]、長南佑佳

### 特別出演
大門未知子
演 - 米倉涼子（第1弾 - 第5弾 / 第7弾）
神原名医紹介所所属のフリーランス外科医。
第4弾の7年前に木田光彦が神原名医紹介所に大沢正一郎の手術を依頼して未知子が派遣される。
神原晶
演 - 岸部一徳（第1弾 - 第5弾 / 第7弾）
神原名医紹介所・所長・マネージャー
原守
演 - 鈴木浩介（第1弾 / 第4弾 / 第7弾）
国立高度医療センター金沢分院・総合外科副部長（第1弾）
→ 東帝大学病院・総合外科・講師（第4弾・第7弾）
北野亨
演 - 滝藤賢一（第2弾）
王超国際クリニック・総合外科部長
特別出演として、加地の携帯に間違い電話を掛ける。
海老名敬
演 - 遠藤憲一（第3弾 / 第4弾 / 第6弾 / 第7弾）
東帝大学病院・総合外科部長・教授 (第3弾・第4弾)
→ 青空診療所・病院長 (第6弾)
→ 東帝大学病院・総合外科・教授（第7弾）
蛭間重勝〈67〉
演 - 西田敏行（第4弾 / 第7弾）
東帝大学病院・病院長・教授
AIの収賄に関与した疑いで内神田と共に東京地検特捜部に逮捕されたかに見えたが裏工作により不死鳥のように病院長に返り咲く。加地の度重なるスキャンダルに激怒し彼を東帝大から追放する。
城之内博美
演 - 内田有紀（第5弾 - 第7弾）
神原名医紹介所所属の麻酔科医（フリーランス）

## スタッフ
- 脚本 - 阿相クミコ（第1弾）、小峯裕之（第2弾）、林誠人（第3弾・第4弾・第6弾・第7弾）、香坂隆史（第5弾）
- 音楽 - 沢田完
- 選曲 - 高木秀和（第1弾 - 第3弾）、木村実玖子（第4弾 - 第6弾）
- 音響効果 - 高木秀和（第1弾）、木村実玖子（第2弾）、佐藤秀国（第3弾）、小清水智（第4弾）、岩尾亮太（第5弾）、寺岡基臣（第6弾）
- ナレーション - 田口トモロヲ
- 演出 - 山田勇人（ザ・ワークス）
- エグゼクティブプロデューサー - 内山聖子[注 1]（テレビ朝日）
- ゼネラルプロデューサー - 大江達樹[注 2]（テレビ朝日）
- プロデューサー
  - テレビ朝日 - 大江達樹（第1弾 - 第6弾）、都築歩（第1弾・第2弾）、織田笑里（第1弾）、稲葉真希子（第2弾・第3弾）、峰島あゆみ（第3弾・第4弾・第6弾・第7弾）、西山隆一（第4弾・弾5弾）、齋藤梨枝（第7弾）
  - ザ・ワークス - 池田禎子（第1弾 - 第3弾）、大垣一穂（第1弾・第3弾 - 第7弾）、高橋優子（第2弾）、角田正子（第4弾・第6弾）、多湖亮太（第7弾）
- 制作協力 - ザ・ワークス
- 制作著作 - テレビ朝日

## 配信日程

### 第1弾
- 2016年9月29日 - 11月3日、全6話
- auビデオパス、テレ朝動画で配信限定のスピンオフドラマ。

| 各話                    | 放送日         | 脚本       | 演出     |
| ----------------------- | -------------- | ---------- | -------- |
| episode 1               | 2016年09月29日 | 阿相クミコ | 山田勇人 |
| episode 2               | 10月06日       | 阿相クミコ | 山田勇人 |
| episode 3               | 10月13日       | 阿相クミコ | 山田勇人 |
| episode 4               | 10月20日       | 阿相クミコ | 山田勇人 |
| episode 5               | 10月27日       | 阿相クミコ | 山田勇人 |
| Last episode （最終話） | 11月03日       | 阿相クミコ | 山田勇人 |

### 第2弾
- 2017年9月26日 - 10月31日、全6話
- auビデオパス、Amazonプライム・ビデオ、テレ朝動画で配信。

| 各話                 | 放送日         | 脚本     | 演出     |
| -------------------- | -------------- | -------- | -------- |
| episode 1            | 2017年09月26日 | 小峯裕之 | 山田勇人 |
| episode 2            | 10月03日       | 小峯裕之 | 山田勇人 |
| episode 3            | 10月10日       | 小峯裕之 | 山田勇人 |
| episode 4            | 10月17日       | 小峯裕之 | 山田勇人 |
| episode 5            | 10月24日       | 小峯裕之 | 山田勇人 |
| episode 6 （最終話） | 10月31日       | 小峯裕之 | 山田勇人 |

### 第3弾
- 2018年9月15日 - 9月29日、全6話
- KDDIビデオパス、テレ朝動画で配信。

| 各話             | 放送日         | 脚本   | 演出     |
| ---------------- | -------------- | ------ | -------- |
| エピソード 1     | 2018年09月15日 | 林誠人 | 山田勇人 |
| エピソード 2     | 9月15日        | 林誠人 | 山田勇人 |
| エピソード 3     | 9月22日        | 林誠人 | 山田勇人 |
| エピソード 4     | 9月22日        | 林誠人 | 山田勇人 |
| エピソード 5     | 9月29日        | 林誠人 | 山田勇人 |
| ラストエピソード | 9月29日        | 林誠人 | 山田勇人 |

## 放送日程

### 第1弾
- 2016年12月16日（金）23:15 - 翌0:15
  - 第1シリーズ配信のダイジェスト版を1回で放送。通常時の『金曜ナイトドラマ』枠の時差ネット2局では当該枠の放送時間帯に放送。『ドクターX』（4シリーズとも）をはじめテレビ朝日版『木曜ドラマ』の遅れネット局である、日本テレビ系列とのクロスネット局福井放送では放送されない。

### 第2弾
- 2017年12月9日（土）15:15 - 16:25
  - 第2シリーズ配信のダイジェスト版を1回で放送。『スペシャルサタデー第3部』枠の「最終回直前!ドクターX大感謝祭」にて放送。

### 第3弾
- 2018年10月5日（金）23:15 - 翌0:15
  - 第3シリーズ配信のダイジェスト版を「ドクターY 外科医・加地秀樹〜遙かなる教授選〜」の題で1回で放送。

### 第4弾
- 2019年10月6日（日）21:00 - 23:05 
  - 平均視聴率 14.0%[55]（視聴率はビデオリサーチ調べ、関東地区・世帯・リアルタイム）

### 第5弾
- 2020年10月4日（日）21:00 - 22:55
  - 平均視聴率 12.9%[56]（視聴率はビデオリサーチ調べ、関東地区・世帯・リアルタイム）

### 第6弾
- 2021年10月7日（木）20:00 - 21:54
  - 平均視聴率 10.8%[57]（視聴率はビデオリサーチ調べ、関東地区・世帯・リアルタイム）

### 第7弾
- 2024年11月30日（土）21:00 - 22:54[58]
  - 平均視聴率 9.2%[59]（視聴率はビデオリサーチ調べ、関東地区・世帯・リアルタイム）

## 映像ソフト

### 第1弾
- 「ドクターX〜外科医・大門未知子〜 4」 DVD-BOX、2017年3月15日発売。

### 第2弾
- 「ドクターX〜外科医・大門未知子〜 5」 DVD-BOX、 Blu-ray-BOX、2018年3月7日発売。

### 第3弾
- 「ドクターX〜外科医・大門未知子〜 6」DVD-BOX、 Blu-ray-BOX、2020年4月22日発売。

### 第4弾
- 「ドクターX〜外科医・大門未知子〜 6」DVD-BOX、 Blu-ray-BOX、2020年4月22日発売。